# José Luis Cuerda
José Luis Cuerda Martínez (Albacete, 18 de febrero de 1947-Madrid, 4 de febrero de 2020) fue un director, guionista y productor de cine español. 
Figura clave del cine español del siglo XX y comienzos del XXI, está considerado como uno de sus directores más importantes, habiendo dirigido películas como La lengua de las mariposas,  adaptación de un relato de Manuel Rivas, El bosque animado, versión de la novela homónima de Wenceslao Fernández Flórez, y la trilogía del «surruralismo», compuesta por Total, Amanece, que no es poco —comedia cumbre del cine español— y Así en el cielo como en la tierra, que es, según el propio Cuerda, «un retorcimiento de la realidad que sigue siendo realidad». 
Ha recibido numerosos reconocimientos, entre los que destacan cuatro premios Goya, la Medalla de Oro de las Bellas Artes o la Gran Cruz de la Orden Civil de Alfonso X.

## Biografía
Nació el 18 de febrero de 1947 en la ciudad de Albacete y siendo niño ingresó en el Seminario Diocesano de Albacete, donde permaneció durante tres años. Comenzó a estudiar la carrera de Derecho, que abandonó para convertirse en técnico de radiodifusión y televisión tras trasladarse previamente a Madrid con su familia a los quince años en 1962. En 1969 entró a trabajar en TVE, donde colaboró en los servicios informativos y, más tarde, pasó a dirigir programas culturales. En 1977, debutó como director de ficción con la adaptación para Televisión Española de El túnel, basada en la novela de Ernesto Sabato. También para TVE, realizó en 1977 el largometraje Mala racha, basado en un guion propio; se trata de una película singular, con sorprendente fuerza dramática y emotiva.
Fuera de la televisión, en 1982 dirigió su primer largometraje para el cine, Pares y nones, que lo situó en el ámbito de los directores de la llamada «comedia madrileña» (Fernando Colomo es otro de sus más importantes representantes). Entre 1985 y 1989 trabajó como profesor en la Facultad de Bellas Artes de la Universidad de Salamanca.
Su siguiente película, El bosque animado (1987), inaugurará en su carrera una nueva etapa caracterizada por lo que se puede denominar como «humor absurdo». Un año después apareció el trabajo que lo consagró como realizador, además de ser un éxito de taquilla: Amanece, que no es poco (1988). Con Así en el cielo como en la tierra (1995) se completó una especie de trilogía con el humor absurdo como elemento común, que se había iniciado con Total.
En su papel de producción, fue el primer productor y en cierto modo descubridor de Alejandro Amenábar. Produjo sus películas Tesis (1996) y Abre los ojos (1997).
Con La lengua de las mariposas (1999) presenta una visión tierna y al mismo tiempo descarnada de la Guerra Civil española desde la relación de un niño con su maestro.
También se destaca en su rol de productor cinematográfico, haciendo este trabajo en varios de sus filmes y en tres de los primeros largometrajes del director español Alejandro Amenábar (Tesis, Abre los ojos y Los otros); además de ser el guionista de la mayoría de sus producciones detrás de cámaras.
Para televisión dirigió la segunda temporada de la serie Makinavaja (1997), basada en el popular personaje creado por Ivà.
En 2011-2012 formó parte de la X edición del festival de cortometrajes Notodofilmfest con la categoría “Una peli de… José Luis Cuerda"; en ella, Cuerda proponía un pie de acto que tenía que ser tomado como base para realizar los cortometrajes presentados en esa sección. El propio Cuerda eligió al ganador, el corto Rigor, de David Galán Galindo y Óscar Arenas.
A finales de 2017 comenzó el rodaje de la que sería su última película, Tiempo después, estrenada el 28 de diciembre de 2018. En 2019 recibió el Premio de Honor de los Premios Feroz.
José Luis Cuerda murió el 4 de febrero de 2020, a los 72 años, de una embolia en el Hospital de la Princesa de Madrid. El Gobierno de España  le concedió la Gran Cruz de la Orden Civil de Alfonso X a título póstumo. En 2023 fue inaugurado un monumento en su honor en la histórica plaza del Altozano de Albacete.
En abril de 2023 sus hijas donaron al Ministerio de Cultura y Deporte el archivo personal del cineasta, siendo la Filmoteca Española responsable de su conservación, catalogación y digitalización.

## Filmografía

### Películas como director

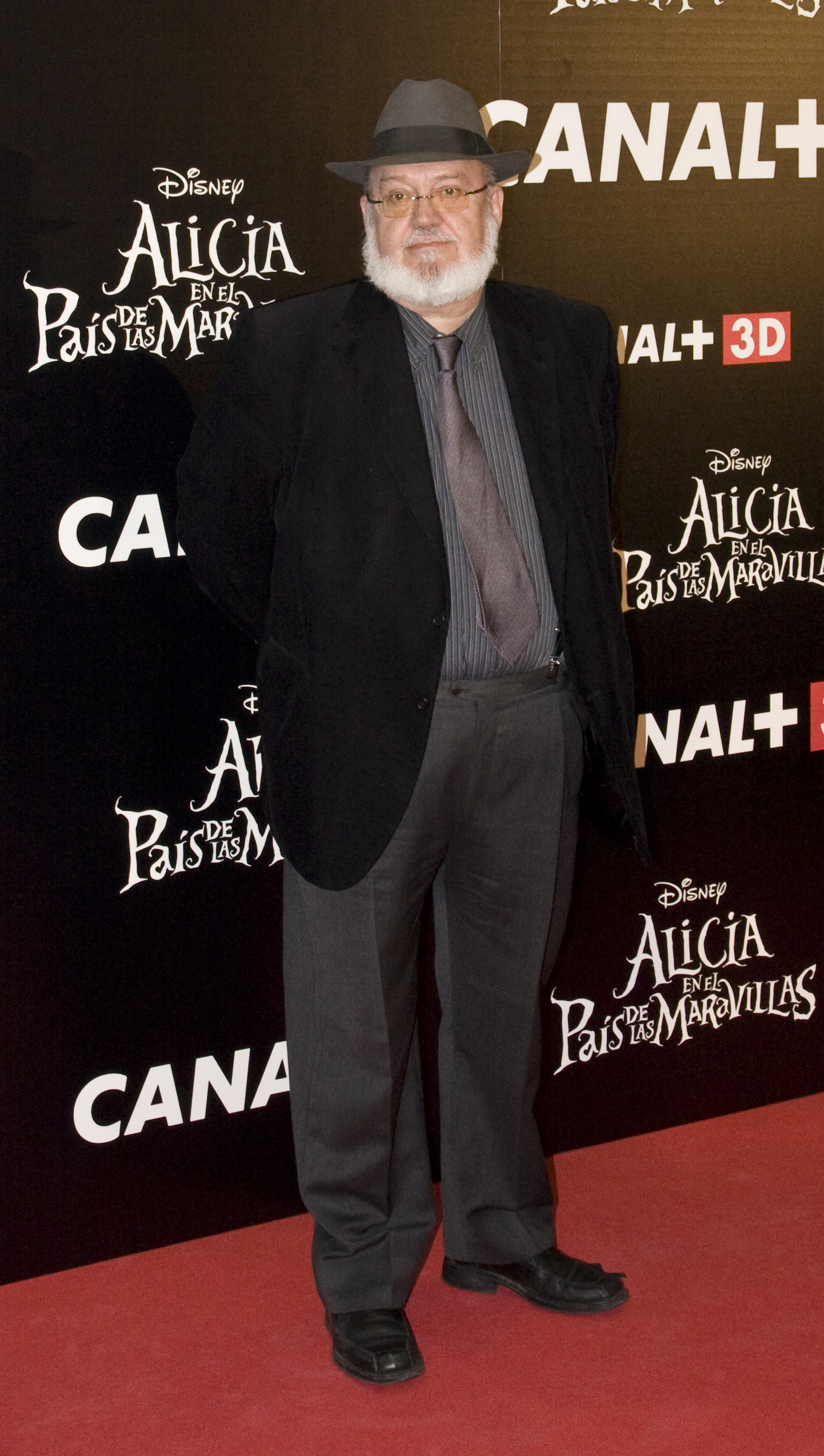
José Luis Cuerda en el photocall de Alicia en el país de las Maravillas en 2010.

- 1977 - El túnel (película para Televisión Española basada en la novela homónima de Ernesto Sabato)
- 1977 - Mala racha (película para Televisión Española)
- 1982 - Pares y nones
- 1983 - Total (película para televisión)
- 1987 - El bosque animado (adaptación de la novela homónima de Wenceslao Fernández Flórez)
- 1988 - Amanece, que no es poco
- 1991 - La viuda del capitán Estrada
- 1992 - La marrana
- 1993 - Tocando fondo
- 1995 - Así en el cielo como en la tierra
- 1999 - La lengua de las mariposas (basada en relatos de Manuel Rivas)
- 2000 - Primer amor
- 2004 - Por el mar corre la liebre (cortometraje incluido en ¡Hay motivo!)
- 2006 - La educación de las hadas
- 2008 - Los girasoles ciegos
- 2012 - Todo es silencio
- 2018 - Tiempo después (adaptación de su novela homónima)

## Obras publicadas
- Amanece, que no es poco, 2013, ed. Pepitas de Calabaza. ISBN 978-84-15862-08-6
- Si amaestras una cabra, llevas mucho adelantado, 2013, ed. Martínez Roca. ISBN 978-84-27039-83-4
- Tiempo después, 2015, ed. Pepitas de Calabaza. ISBN 978-84-15862-35-2
- Memorias Fritas, 2019, ed. Pepitas de Calabaza. ISBN 978-84-17386-43-6

## Premios

### Premios Goya
| Año  | Categoría                    | Película                   | Resultado |
| ---- | ---------------------------- | -------------------------- | --------- |
| 1988 | Mejor película               | El bosque animado          | Ganador   |
| 1988 | Mejor guion (guion adaptado) | El bosque animado          | Ganador   |
| 1988 | Mejor dirección              | El bosque animado          | Nominado  |
| 2000 | Mejor dirección              | La lengua de las mariposas | Nominado  |
| 2000 | Mejor guion adaptado         | La lengua de las mariposas | Ganador   |
| 2000 | Mejor película               | La lengua de las mariposas | Nominado  |
| 2008 | Mejor guion adaptado         | Los girasoles ciegos       | Ganador   |

### Premios Ondas
| Año  | Categoría      | Película                   | Resultado |
| 1999 | Mejor director | La lengua de las mariposas | Ganador   |

### Premios Feroz
| Año  | Categoría       | Película                | Resultado |
| ---- | --------------- | ----------------------- | --------- |
| 2019 | Premio de Honor | Trayectoria profesional | Ganador   |

## Distinciones y condecoraciones
- Medalla de Oro de Castilla-La Mancha (2001)
- Medalla de Oro de las Bellas Artes (2002)
- Gran Cruz de la Orden Civil de Alfonso X, a título póstumo (2020)
- Hijo adoptivo de la provincia de Orense, a título póstumo (2021)[14]